# Tiberius Plautius Silvanus Aelianus
Tiberius Plautius Silvanus Aelianus (fl. 35-74) est un sénateur et général de l'Empire romain ayant vécu au Ier siècle de notre ère.

## Biographie

### Situation familiale
Inscrit dans la tribu Aniensis, il est le fils de Marcus Plautius Silvanus et de sa première femme Aelia. Il a une tante nommée Urgulanilla, qui fut la première femme de Claude et qui lui donna un fils. Il est probablement le père de Lucius Aelius Lamia Plautius Aelianus. Une noble romaine, cité par Juvénal comme descendante des Aelii et des Claudii est aussi probablement sa fille.

### Début de carrière
Il commence son cursus honorum en exerçant la fonction de magistrat monétaire qui lui permet d'atteindre le rang de questeur avant 37 (année de la mort de Tibère). Après un intervalle d'un ou deux ans il se fait élire à l'un des deux postes d'Édile ou au tribunat. Il devient ensuite légat de la Legio V Alaudae stationnée en Germanie près de Xanten (castra vetera) certainement sous le règne de Caligula (37-41) qui entreprend des campagnes au-delà du Rhin. Après avoir été élu préteur et avoir tiré au sort le poste très prisé de préteur urbain au plus tard en 42, il rejoint l'empereur Claude dans son expédition de conquête de l'île de Bretagne en 43-44 avec la double casque de légat et de comes (le poste de comes Augusti est créé par Claude afin de pouvoir profiter des conseils juridiques de certains membres du sénat pendant ses campagnes). Durant cette campagne Plautius Silvanus s'adjuge les faveurs de l'empereur qui l'admet au sein de son état-major qui récolte les lauriers de la victoire sur les Bretons. Sa relation privilégiée avec Claude lui permet de se faire octroyer par celui-ci le consulat suffect en 45. Il obtient ensuite le proconsulat d'Asie en 55 ou 56 sans que nous puissions déterminer s'il l'obtient par tirage au sort ou par choix. Il semble qu'il administre correctement sa province, alors l'une des plus peuplées et riches de l'Empire, puisque Néron lui offre ensuite le gouvernement de la province frontalière de Mésie à partir de 58 jusqu'en 68.

### Gouverneur de Mésie
Il s'agit d'une étape importante de la carrière de Plautius Silvanus qui nous est connue grâce à son épitaphe. Celle-ci résume de façon chronologique et détaillée les événements de sa légation de la province. Selon cette source il aurait fait passer plus de cent mille Transdanubiens en Mésie afin de leur faire payer un tribut. Afin de protéger la province de Mésie d'une invasion barbare, Plautius Silvanus choisit de créer une zone de protection, entièrement vide, en procédant à la destruction de tous les villages et regroupements d'habitations. Les peuples ainsi déplacés agrandissent de façon significative la population de la province, peu peuplée à l'époque, en apportant une main-d'œuvre importante et devant s'acquitter de l'impôt. Cette arrivée massive de travailleurs agricoles favorise la culture du blé dans la province ce qui permet à Plautius Silvanus d'exporter une partie des récoltes vers la péninsule italienne afin de ravitailler Rome.
Plautius Silvanus réprime également un soulèvement de peuple des Sarmates au moment où une grande partie de ses troupes est partie soutenir les armées orientales contre les Parthes en Arménie (vers 61/62). Grâce à une expédition préventive menée par le gouverneur, l'ordre est ramené dans la province.
Il convainc un certain nombre de rois et de chefs barbares transdanubiens de traverser le fleuve et de venir s'incliner devant les insignes impériaux, faisant d'eux des protectorats romains.
Il mène certainement une autre campagne, dans une région à l'est de la province, qui est couronnée de succès. Il parvient à tirer parti de cette victoire en renvoyant des prisonniers chez les peuples voisins tels que les Roxolans, les Bastarnes ou les Daces, faisant d'eux des alliés en obtenant de leur part des otages en retour.
Il a forcé le roi des Scythes à rompre le siège de la ville de Chersonèse, certainement grâce à une démonstration de force plutôt qu'à un affrontement armé car à cette époque les effectifs de Mésie étaient réduits aux deux tiers.

### Fin de carrière
Il semble qu'il ne participe pas aux différentes guerres civiles qui déchirent l'Empire lors de l'année 69. Dans les années suivantes il se fait élire pontife ainsi que sodalis augustalis.
Vers le début de l'an 71, Vespasien envoie Plautius Silvanus gouverner la province d'Hispanie citérieure. Cette légation est de courte durée puisqu'on le retrouve en 73 comme préfet de Rome, la plus haute fonction à laquelle un sénateur romain peut espérer. Cette promotion est certainement due à la bonne entente entre Plautius Silvanus et Vespasien car ce dernier décerne au premier les insignes du triomphe, récompense qui remplace le triomphe réservé sous l'Empire à l'empereur et sa famille. Enfin, en 74, alors que Vespasien gère son cinquième consulat avec son fils Titus, l'empereur cède son propre mandat à Plautius Silvanus. Il s'agit de l'ultime étape de la longue et fructueuse carrière du sénateur.